# Pentagonia rubriflora
Pentagonia rubriflora là một loài thực vật có hoa trong họ Thiến thảo. Loài này được D.R.Simpson mô tả khoa học đầu tiên năm 1972.